# پوپی آواتی
پوپی آواتی (به ایتالیایی: Pupi Avati) کارگردان فیلم، تهیه‌کننده و فیلم‌نامه‌نویس ایتالیایی است که به خاطر آثاری همچون خانه‌ای با پنجره‌های خندان، زدر، افسون‌شده، ما سه نفر، چهاردهمین یکشنبه از روزگاری عادی، ساقدوش، شوالیه‌های سفر تجسسی و خواهران و برادران شناخته‌شده‌است.

## زندگی‌نامه
او در ۳ نوامبر ۱۹۳۸ در بولونیا متولد شد. پس از آنکه تحصیلاتش در رشته علوم سیاسی را در دانشگاه بولونیا به پایان رساند، در یک شرکت تولیدکنندهٔ غذاهای منجمد مشغول به کار شد. همان موقع به موسیقی جاز علاقه‌مند شد و به شکل آماتور به نوازندگی پرداخت. آواتی در سال ۱۹۶۸ و با فیلم «وابستگان خونی» وارد حرفهٔ فیلمسازی شد.